# Municipio metropolitano (Sudáfrica)
En Sudáfrica, un municipio metropolitano o municipio de categoría A es un municipio que ejecuta todas las funciones de gobierno local para una ciudad o conurbano. 
La Constitución, sección 155.1.a, define los municipios de categoría A. En el Acta de estructuras Municipales se expone que este tipo de gobierno local es para ser utilizado para conurbanos, «centro[s] de actividad económica», zonas «para las que el planeamiento integrado de desarrollo es deseable» y zonas con «fuerte interdependencia social y vínculos económicos».
Un municipio metropolitano es similar a la Ciudad-condado consolidada en los Estados Unidos, aunque un municipio metropolitano sudafricano es creado por decisión del Gobierno Provincial y no por acuerdo entre el distrito y el municipio local.

## Municipios metropolitanos
| Nombre del municipio metropolitano                    | Código | Provincia                     | Ciudad Cabecera | Sup. (km²) | Población (2011) | Densidad (por km²) |
| ----------------------------------------------------- | ------ | ----------------------------- | --------------- | ---------- | ---------------- | ------------------ |
| Municipio Metropolitano de Buffalo City               | BUF    | Provincia Oriental del Cabo   | East London     | 2.536      | 755.200          | 297,8              |
| Municipio Metropolitano de Ciudad del Cabo            | CPT    | Provincia Occidental del Cabo | Ciudad del Cabo | 2.460      | 3.740.026        | 1.520,3            |
| Municipio Metropolitano de la Ciudad de Johannesburgo | JHB    | Gauteng                       | Johannesburgo   | 1.645      | 4.434.827        | 2.695,9            |
| Municipio Metropolitano de la Ciudad de Tshwane       | TSH    | Gauteng                       | Pretoria        | 6.345      | 2.921.488        | 460,4              |
| Municipio Metropolitano de Ekurhuleni                 | EKU    | Gauteng                       | Germiston       | 1.924      | 3.178.470        | 1.652,0            |
| Municipio Metropolitano de eThekwini                  | ETH    | KwaZulu-Natal                 | Durban          | 2.292      | 3.442.361        | 1.501,9            |
| Municipio Metropolitano de Mangaung                   | MAN    | Provincia del Estado Libre    | Bloemfontein    | 6.284      | 747.431          | 118,9              |
| Municipio Metropolitano de Nelson Mandela Bay         | NMA    | Provincia Oriental del Cabo   | Port Elizabeth  | 1.959      | 1.152.115        | 588,1              |